# Johnny "Dandy" Rodríguez Jr
Johnny "Dandy" Rodríguez Jr. (Nueva York, 11 de septiembre de 1945 - Las Vegas, Nevada, 17 de agosto de 2024) fue un percusionista estadounidense de salsa y jazz latino. 

## Biografía
A los diecisiete años entró como bongocero a la orquesta de Tito Puente. Estuvo treinta años con Puente, también trabajando con Tito Rodríguez, de 1965 a 1968, y con Ray Barretto, de 1970 a 1972. Johnny formó el conjunto ‘Típica 73’ en 1972, donde estuvo hasta 1979. Después de esto, regresó a tocar con Tito Puente; hasta en sus últimos días se desempeñaba como percusionista en distintos ensambles de música latina, rehusándose a descansar en sus laureles. Se encontraba muy activo con los Gigantes Latinos del Jazz (al lado de sus colegas y Artistas Exclusivos de LP José Madera y George Delgado) y que incluye a las estrellas de la original Orquesta de Tito Puente. La banda toca la afamada música de los días del Palladium de Tito Puente, Tito Rodríguez y Machito, y también grabó The Giants Play the Music of the Palladium.
En 2008, Johhny le confió al Departamento de Investigación y Desarrollo de LP el diseño de los bongoes John “Dandy” Rodríguez Jr. de la serie Legends. John se enorgullece de que estos tambores, que llevan su nombre, presenten un sonido y unas características visuales tan sobresalientes.
Falleció el 17 de agosto de 2024 y fue reconocido y recordado por grandes figuras de la salsa.